# Armand Trousseau

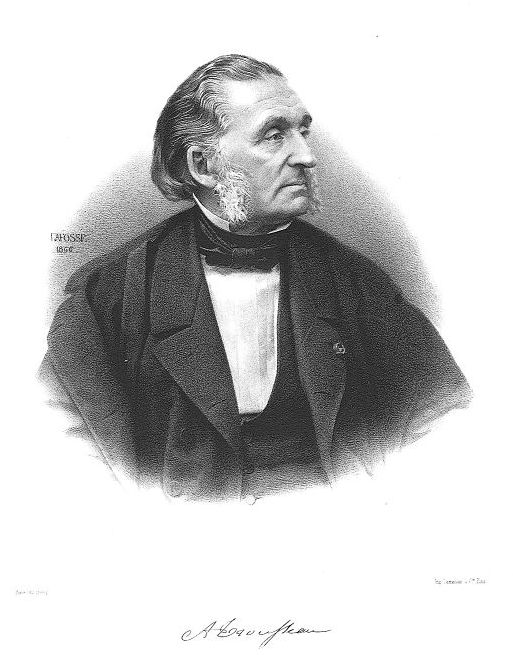
Armand Trousseau.

Armand Trousseau, född den 14 oktober 1801 i Tours, död den 23 juni 1867 i Paris, var en fransk läkare.
Trousseau blev medicine doktor i Paris 1825 och professor där i terapi och läkemedelslära 1839 samt utmärkte sig som sådan genom eminent lärarförmåga och som utmärkt kliniker och diagnostiker. Trousseaus viktigaste skrifter är Traité pratique de la phthisie laryngée (1837), Traité de thérapeutique et de matière médicale (2 band, 1836–1839; flera upplagor) samt framför allt Clinique médicale de l'Hôtel-Dieu de Paris (2 band, 1860–1862; flera upplagor). Han var mästare i skildringen av sjukdomsfall och förmådde att åt densamma ge utmärkt behag. År 1834 uppsatte han tillsammans med Henri Gouraud och Jacques Lebaudy tidskriften Journal des connaissances médico-chirurgicales. Under revolutionen 1848 spelade Trousseau en framstående roll och var medlem av lagstiftande församlingen.